# Dibuix subjacent

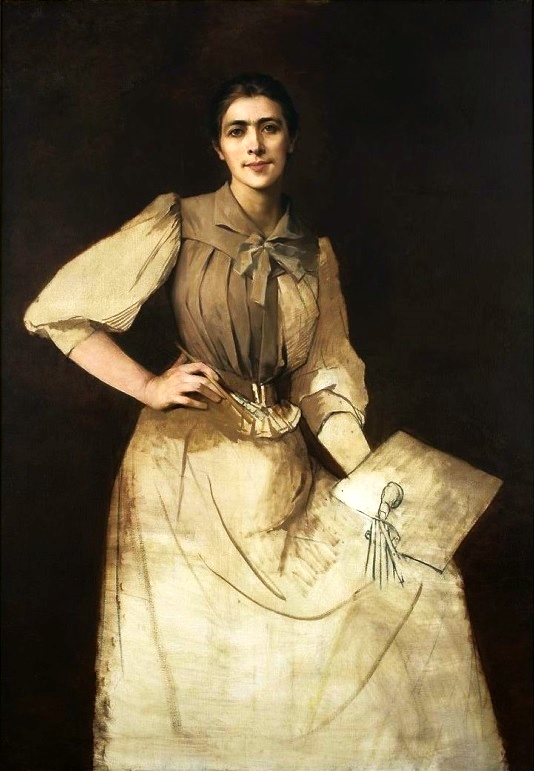
Anna Biliska-bohdanowicz Autoretrat (1892), obra inacabada que mostra el dibuix subjacent

El dibuix subjacent és el dibuix de base preparatori d'una quadre fet abans que s'apliqui la pintura. El dibuix subjacent es va fer servir extensament pels pintors del segle xv com Jan van Eyck i Rogier van der Weyden. És habitual que els artistes dibuixin el seu disseny, sovint només amb traços per marcar un perfil però de vegades amb gran detall, directament sobre el llenç o la taula preparada. Comparació dels dibuixos subjacents amb la imatge final pot aportar informació sobre la idea inicial de l'artista. Així és possible detectar personatges que han desaparegut del projecte inicial o no estaven previstos i s'han afegit en la composició final.
El dibuix subjacent es fa habitualment amb llapis o punta de plata la qual cosa permet, en alguns casos, visualitzar fàcilment fent servir reflectografia infraroja perquè els pigments negres de carboni absorbeixen la llum infraroja, mentre que els pigments opacs de la pintura són transparents amb llum infraroja.
L'anàlisi del dibuix subjacent en obres importants com a L'Anunciació o El matrimoni Arnolfini de Jan van Eyck, han permès identificar els canvis fets pels artistes entre el disseny inicial i el que han acabat pintant.